# Carlos de Luque López
Carlos de Luque López fue un arquitecto español de origen murciano. 

## Biografía
Realizó su titulación en la Escuela de Arquitectura de Madrid en el año 1904. Fue uno de los primeros introductores del modernismo en Madrid.  Diseñó la Villa Diego ubicada en la colonia Madrid Moderno. Diseña algunas viviendas en Madrid, así como dos hoteles similares ubicados en la calle San Raimundo (1909-1910), siendo derribados a mediados del siglo XX. Uno de sus trabajos más notorios será el que realiza en el periodo que va desde 1911 a 1916 al remodelar la iglesia neomodernista del Oratorio del Caballero de Gracia, cambiando la fachada que da a la Gran Vía (obra del arquitecto español Juan de Villanueva).